# 羅薩里奧德萊爾馬

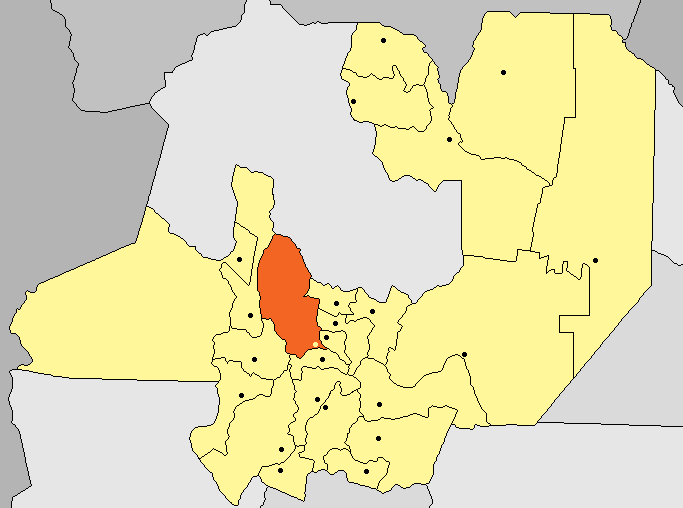

24°59′S 65°35′W / 24.983°S 65.583°W
羅薩里奧德萊爾馬（西班牙語：Rosario de Lerma），是阿根廷的城鎮，位於該國西北部薩爾塔省，是羅薩里奧德萊爾馬縣的首府，始建於1874年，面積5,402平方公里，海拔高度770米，2010年人口26,174，人口密度每平方公里4.85人。